# 森田洸輔
森田 洸輔（もりた こうすけ、1985年6月5日 - ）は、日本の元俳優（子役）。

## 出演作品

### 映画
- 獅子王たちの夏（1991年、東映） - 古田洗輔 役
- とられてたまるか!?（1994年、東宝） - 唯野祐太 役
- 友子の場合（1996年、東映） - 田村道夫 役

### オリジナルビデオ
- レディハンター/殺しのプレリュード（1991年） - 力 役

### テレビドラマ
- デパート!夏物語 第7話「胸ドキの夏休み! 悪ガキのご来店!!」（1991年8月13日、TBS）
- 大河ドラマ（NHK）
  - 信長 KING OF ZIPANGU（1992年）- 織田信長（幼年期） 役
  - 炎立つ（1993年） - 藤原清衡（幼年期） 役
- 江戸中町奉行所 第2シリーズ 第7話「哀しき父子草」（1992年、テレビ東京）
- 愛はどうだ（1992年、TBS）
- 金曜ドラマシアター「今、ときめいて白きランナー」（1992年7月31日、フジテレビ）
- 木曜ドラマ「大空港'92」（1992年、テレビ朝日） - 浅見雄一 役
- さすらい刑事旅情編IV 第14話（1992年、テレビ朝日）- 寺田純一 役
- 高校教師（1993年、TBS） - 新庄貴広 役
- 禁断の果実（1994年、日本テレビ） - 桑原豊 役
- 月曜ドラマスペシャル「松本清張特別企画・証明」（1994年11月14日、TBS）
- 木曜の怪談「魔法のキモチ」（1996年、フジテレビ）